# ویکتوریا شینکارنکو
ویکتوریا شینکارنکو (اوکراینی: Вікторія Миколаївна Шинкаренко؛ زادهٔ ۶ دسامبر ۱۹۹۵) ژیمناست ریتمیک اهل اوکراین است.